# Étienne Eggis
Étienne Eggis, né à Fribourg le 25 octobre 1830 et mort le 13 février 1867 à Berlin, est un écrivain et poète suisse.

## Biographie
Sa famille possédait des racines à la fois françaises et allemandes. Jules Janin, qui fut l'un des premiers à lui reconnaître du génie ("Il est jeune, il est né poète") le qualifia d'ailleurs de Gallo-Allemand. Il fut touché dans sa jeunesse par de nombreux deuils familiaux. D'abord précepteur à la cour d'un prince de Bavière, il s'en éloigne à cause de ses idées républicaines. Arrivé à Paris, il se fait peu à peu connaître avec des recueils de poésie : En causant avec la Lune en 1851 et Voyages aux Pays du Cœur deux ans plus tard. Il écrit beaucoup dans les journaux de l'époque : essais, poèmes, nouvelles. Arsène Houssaye le prend un temps sous son aile, et le décrit comme un des littéraires les plus lunatiques qu'il ait rencontrés. Il quitte Paris en 1854-1855, et voyage en Belgique et en Allemagne, avant de revenir en Suisse en 1859. Ses dernières années sont mal connues. De retour en Allemagne en 1863, après s'être adonné à l'alcool, il meurt en 1867 de la tuberculose, oublié de presque tous.